# أرئيل كانون
أرئيل كانون (بالإنجليزية: Arik Cannon)‏ هو مصارع محترف أمريكي، ولد في 23 ديسمبر 1981 في سانت بول في الولايات المتحدة.

## روابط خارجية
- أرئيل كانون على موقع CageMatch worker (الإنجليزية)
- أرئيل كانون على موقع قاعدة بيانات المصارعة على الإنترنت (الإنجليزية)